# Milne-Bucht
Die Milne-Bucht (englisch Milne Bay) ist eine mehr als 35 km lange und über 15 km breite Bucht in der gleichnamigen Provinz im südöstlichen Papua-Neuguinea an deren Ostspitze. Entdeckt wurde sie von 1606 von Luiz Váez de Torres, benannt wurde sie nach Admiral Sir Alexander Milne.
1942 fand hier als Teil der Schlacht um Neuguinea die Schlacht um die Milne-Bucht statt, bei der zum ersten Mal im Pazifikkrieg japanische Landstreitkräfte von den Alliierten besiegt wurden. 
Am nördlichen Ufer der Bucht liegt die Provinzhauptstadt Alotau. 